# Kancelleringslagen
Denna artikel behandlar kancellering av verkan av en matematisk operation. För noggrannhetsfel orsakade av kancellering i numerisk analys, se kancellation.
I aritmetik och algebra är kancelleringslagen eller annulleringslagen regeln om att det i vissa situationer är tillåtet att "förkorta likheter". Den vanligaste tillämpningen i elementär aritmetik är att om två tal multiplicerade med ett tredje nollskilt tal ger lika produkter, så måste de två talen själva vara lika:
Om a · c = b · c och c ≠ 0 så är a = b.
När kancelleringslagen gäller utan inskränkning och "från båda hållen" (se nedan) för en viss magma, det vill säga för en viss binär operation på en viss mängd, så säges operationen vara kancellativ.
Ett annat sätt att uttrycka detta är: Om det inte finns nolldelare, gäller kancelleringslagen.
Termen "kancellera" har ungefär grundbetydelsen "upphäva". Kancelleringslagen kan uppfattas som en regel om att man i vissa situationer kan "upphäva" effekten av exempelvis en multiplikation med talet c.

## Formella algebraiska definitioner
Låt (M,*) vara en magma. Ett element a i M är vänsterkancellativt, om det för alla b och c i M gäller att
{\displaystyle a*b=a*c\Rightarrow b=c\,.}
På motsvarande sätt är a högerkancellativt, om det för alla b och c i M gäller att
{\displaystyle b*a=c*a\Rightarrow b=c\,.}
Magman själv säges vara vänsterkancellativ (högerkancellativ), om varje element i M är vänsterkancellativt (respektive högerkancellativt).
Man säger då också att vänsterkancellativa lagen respektive högerkancellativa lagen gäller för magman.
Slutligen är ett element, eller hela magman, kancellativt, om det är både vänster- och högerkancellativt; och om detta gäller hela magman, så säges den kancellativa lagen gälla för magman.